# Hafenband am Mittellandkanal
Das Hafenband am Mittellandkanal ist eine Kooperation von fünf Binnenhäfen aus Nordrhein-Westfalen und einem Hafen in Niedersachsen am Mittellandkanal. 
Kooperationspartner sind der Hafen Lübbecke, der Hafen Espelkamp, der Hafen Hille und die beiden Häfen Industriehafen II und RegioPort OWL im Hafen Minden in Nordrhein-Westfalen. In Niedersachsen gehören die Häfen Bückeburg sowie der Hafen Bohmte im Landkreis Osnabrück dazu. Die Häfen stellen einen größeren Wirtschaftsstandort in Norddeutschland dar und bieten zu den deutschen Nordseehäfen eine gute Anbindung der Binnenhäfen in Ostwestfalen-Lippe und Niedersachsen. Die Häfen sind über die Straße an die etwas südlich verlaufende A2 bzw. A30 angebunden. Einige der Häfen haben einen Bahnanschluss. Der Hafen in Minden verfügt über ein trimodales Logistikzentrum für Containerverladung zwischen Schiff, Bahn und Straße. Der Regio Port OWL verfügt über Containerverladung zwischen Schiff und Straße.